# Catoblepia soranus
Catoblepia soranus är en fjärilsart som beskrevs av John Obadiah Westwood 1851. Catoblepia soranus ingår i släktet Catoblepia och familjen praktfjärilar. Inga underarter finns listade i Catalogue of Life.